# Graciela Döring
Graciela Döring (Ciudad de México, 1939-México, 14 de febrero de 2018) fue una actriz mexicana. Entre sus trabajos más destacados, se encuentra su interpretación como Aurora Ferralde en Teresa (1959).

## Carrera
En 1959 hizo su debut en Teresa junto a Maricruz Olivier. Años más tarde participó en Claudia...Un amor en la sombra y Amar fue su pecado. En 1961 participó en La familia del 6.
Sus últimos papeles fueron en Una luz en el camino, Soñar no cuesta nada, Amor comprado, Ojo por ojo y Ni contigo ni sin ti. 

### Muerte
Falleció el 14 de febrero de 2018 a los 79 años.

## Filmografía

### Cine
- The Wild Bunch (1969) como Emma.
- Despedida de casada (1968)
- Damiana y los hombres (1967)
- Pedro Páramo (1967) como Damiana Cisneros.
- Las troyanas (1963)
- Días de otoño (1963) como empleada de la pastelería.

### Televisión
- Ni contigo ni sin ti (2011) como Doña Felipa.
- Amor comprado (2008) como Doña Francisca "Panchita" Pérez.
- Soñar no cuesta nada (2005) como Doña Castula Álvarez viuda de Olivares.
- Una luz en el camino (1998) como Margarita.
- El peñón del amaranto (1993) como Josefa.
- Nuevo amanecer (1988 - 1989) como Benita.
- Encadenados (1988 - 1989) como Felipa.
- La selva furtiva (1981)
- Juventud (1980) como Berta
- Secreto de confesión (1980) como Lucha.
- Yara (1979) como Petra
- Muñeca rota (1978)
- Coronación (1976) como Lourdes.
- Aventura (1970)
- Andante (1969) como Victoria.
- Aurelia (1968)
- Despedida de casada (1968)
- El cuarto mandamiento (1967)
- Rocambole contra la secta del escorpión (1967) como enfermera.
- El planeta de las mujeres invasoras (1967) como mujer secuestrada.
- La sembradora (1965) como Inés.
- Amor de adolescente (1965) como Rita Gómez de Moreno.
- Los hijos que yo soñé (1965) como Lucía, madre adoptiva.
- La familia del 6 (1961)
- Amar fue su pecado (1960)
- Claudia...Un amor en la sombra (1960)
- Teresa (1959) como Aurora Ferralde.

### Teatro
- Time and the Conways (1962)